# Кот и канарейка (фильм, 1927)
«Кот и канарейка» — американский немой фильм ужасов, киноверсия пьесы в жанре чёрной комедии 1927 года Джона Уилларда с тем же названием.

## Сюжет
В старом особняке живёт старый миллионер Сайрус Уэст, находящийся при смерти; его кончины ждут многочисленные родственники, своей назойливостью доводящие Уэста до фактического безумия. Перед смертью он оставляет в сейфе завещание, которое, согласно его воле, может быть распечатано только через 20 лет после его смерти. Спустя 20 лет Роджер Кросби, в прошлом адвокат Уэста, вскрывает сейф и обнаруживает, что в нём есть и второе завещание, воля, изложенная в котором, может быть исполнена только в случае невозможности исполнения того, что указано в первом.
В полночь в особняке собираются родственники покойного, после чего оглашается текст первого завещания: состояние Уэста должна унаследовать его племянница Аннабель, но только в том случае, если Айра Лазар, личный врач Уэста, признает её психически здоровой. Во время ужина дворецкий сообщает, что из психиатрической лечебницы сбежал опасный маньяк по кличке Кот, который убивает своих жертв, разрывая их на части, словно канареек. Кросби тем временем хочет сообщить Аннабель имя наследника, указанного во втором завещании, но перед этим Аннабель сильно пугает якобы вылезшая из стены чёрная волосатая когтистая лапа; когда она рассказывает об этом родственникам, те решают, что она безумна. Ночью та же рука срывает с шеи Аннабель ожерелье, приводя её в состояние шока. Большинство родственников не верит ей, но племянник Уэста Гарри вместе с Аннабель отыскивает в стене тайный проход, а в нём — тело убитого Роджера Кросби. Семья вызывает полицию, в то время как Аннабель и ещё один племянник, Пол, возвращается в комнату и обнаруживают, что тело Кросби исчезло. Отправившись в тайный ход, Пол сталкивается с Котом, который побеждает его в схватке, однако Пол впоследствии приходит в себя и спасает Аннабель от Кота. Приехавшая полиция арестовывает преступника, которым оказался ещё один племянник Уэста, замаскировавшийся Чарли Уайлдер: он знал о том, что был вторым в очереди наследником, указанным во втором завещании, и пытался довести Аннабель до безумия, чтобы завладеть состоянием, а дворецкий был его сообщником.

## Отзывы и оценки
После выхода фильм имел кассовый успех. Однако в рецензиях картину называли «слишком длинной», но при этом его, по мнению New York Times, можно было «демонстрировать другим режиссёрам, чтобы показать им, как нужно рассказывать историю».
Современными критиками признаны огромное влияние фильма на последующие фильмы ужасов, в том числе на работы Альфреда Хичкока, и тот факт, что «Кот и канарейка» на сегодняшний день является фактически эталоном фильма ужасов про «старый тёмный дом».

## В ролях
- Лора Ла Плэнт — Аннабель Уэст
- Талли Маршалл — Роджер Кросби
- Крейтон Хейл — Пол Джонс
- Форрест Стэнли — Чарльз Уайлдер
- Артур Эдмунд Кэрью — Гарри
- Флора Финч — Сьюзан
- Джордж Сигман — охранник
- Гертруда Астор — Сесили Янг